# Pegam in Lambergar
Pegam in Lambergar je slovenska ljudska romanca, ki opeva boj med Čehom Janom Vitovcem in Slovencem Krištofom Lambergarjem (Lambergom).

## O pesmi

### Zgodovinsko ozadje
V 15. stoletju se je vnel boj za zapuščino Celjskih grofov. Jan Vitovec, ki ga v pesmi predstavlja Pegam, je poveljeval vojski, ki so jo zbrali Katarina, vdova Ulrika II., in Goriški grofje, ter napadel cesarja Friderika IV., glavnega dediča poknežene celjske grofije. Razdejal je deželo Kranjsko in požgal veliko gradov. Cesar Friderik je na pomoč poklical neustrašnega Lambergarja in s Pegamom sta se spopadla na Dunaju. V dvoboju je zmagal Lambergar. V tej različici pesmi Pegam umre, po resnični različici pa Jan Vitovec ni in je le poražen odšel z Dunaja. Zmagovalci so se mu maščevali tudi tako, da so ga predstavljali kot podzemno pošast s tremi glavami.
Njun boj so v 19. stoletju velikokrat upodabljali na panjskih končnicah, kjer so Pegamu nadeli uniformo Napoleonovega vojaka.
Z Lambergi pa je povezan tudi grad Kamen, kjer si še danes lahko ogledamo ruševine..

### Vsebina
Pegam sprašuje cesarja, če ima pod seboj koga, ki bi se spopadel z njim in cesar mu odgovori, da ga ima, in sicer Lambergarja iz Ljubljane. Cesar mu je hitro poslal pismo, ob prejemu pa se je Lambergar zaradi strahu pred Pegamom zjokal. Mati, ki je sedela za pečjo, mu je rekla, naj se nikar ne boji, saj bo zanj molila. Dala mu je ta nasvet: ko bo prispel na Dunaj, naj pozove Pegama v boj. Ko bosta prvič zajezdila, se bosta samo »kušnila«, v drugo si bosta mezince odgriznila, v tretje pa si bosta glave sekala. Pegam bo imel tri glave, on pa naj odseka srednjo. Lambergar je tako storil in zgodilo se je, kot mu je rekla mati. Pegam je bil premagan, cesar zadovoljen in Lambergar se srečen vrne na Kranjsko.
Pesem se je z leti spreminjala – vanjo so vpletli tudi podvige Gašperja II. Lamberga, ki je živel kasneje, proslavil pa se je na turnirskem polju.

### Odlomka
Velik ni, pa je širok;

al' nam tukaj je od rok.

V beli je Ljubljani doma:

Lambergar junak je ta.« 

»Bo naj, kjer če, pošlji ponj,

al' pa piši mu na dom,

da se z njim poskusil bom.««
Hitro cesar pisma tri

Lambergarju dat' veli.

Lambergar jel pisma brat',

jele mu solze kapljat'.

Mati za pečjo sedi

in tako mu govori:

»Kaj t' je, Lambergar ti mlad!

Ko začel si pisma brat',

jele ti solze kapljat'.
Šla sta venkaj na polje, 

kakor takmu boju gre.

V prvo sta se zjezdila, 

prelepo se kušnila;

v drugo sta se zjezdila,

si mezince odgriznila;

v tretje sta se zjezdila,

glave sta si jemala.

Pegam ima tri glave, 

Lambergar ga ob srednjo dé.

## Vplivi
Pesnitev je motivno vplivala na Levstikovo povest Martin Krpan.